# アラカン・ロヒンギャ・イスラム戦線
アラカン・ロヒンギャ・イスラム戦線（アラカン・ロヒンギャ・イスラムせんせん、Arakan Rohingya Islamic Front：ARIF）は、ミャンマーのラカイン州で活動していた反政府武装組織である。

## 活動
1986年から1987年にかけて、ロヒンギャの武装組織であるロヒンギャ連帯機構（RSO）、ロヒンギャ愛国戦線（RPF）がともに分裂し、、元RSO議長・ヌルル・イスラーム率いるRSOの一派とシャビル・フセインという人物が率いるRPFの一派が同盟を組んで、アラカン・ロヒンギャ・イスラム戦線（ARIF）を結成し、ヌルル・イスラームが議長に就任した。
ARIFの目的は、過去のロヒンギャの武装組織と同様、アラカン北部にロヒンギャの自治区を設立することで、ヌルル・イスラムは、「（武装勢力の）多国籍」連合と「連邦主義に基づく繁栄した福祉国家、そこでは平和が永遠に続く」と述べた。そのためにARIFは他の民主派政党や少数民族武装勢力との協力を模索した。
しかし8888民主化運動後の混乱期、1980年代後半から1990年代前半にかけて、ARIFはRSOとともにミャンマー・バングラデシュ国境地帯で軍事訓練を開始した。この動きはミャンマー軍（以下、国軍）の警戒心を呼び起こし、1991年から1992年にかけて、国軍はARIF、RSO掃討を目的とした「清潔で美しい国作戦」を発動、約25万人のロヒンギャ難民がバングラデシュに流出する事態となった。この後、ARIFは軍事活動を縮小し、政治ロビー活動に専心した。
1995年、ロヒンギャの武装勢力を結集すべくARIFとRSOが再合併してロヒンギャ民族同盟（Rohingya National Organisation：RNO）を結成し、翌1996年、RNOはロヒンギャ民族評議会（RNC）とアラカン・ロヒンギャ民族機構（ARNO）の2つの組織に発展解消された。